# Fort Delaware

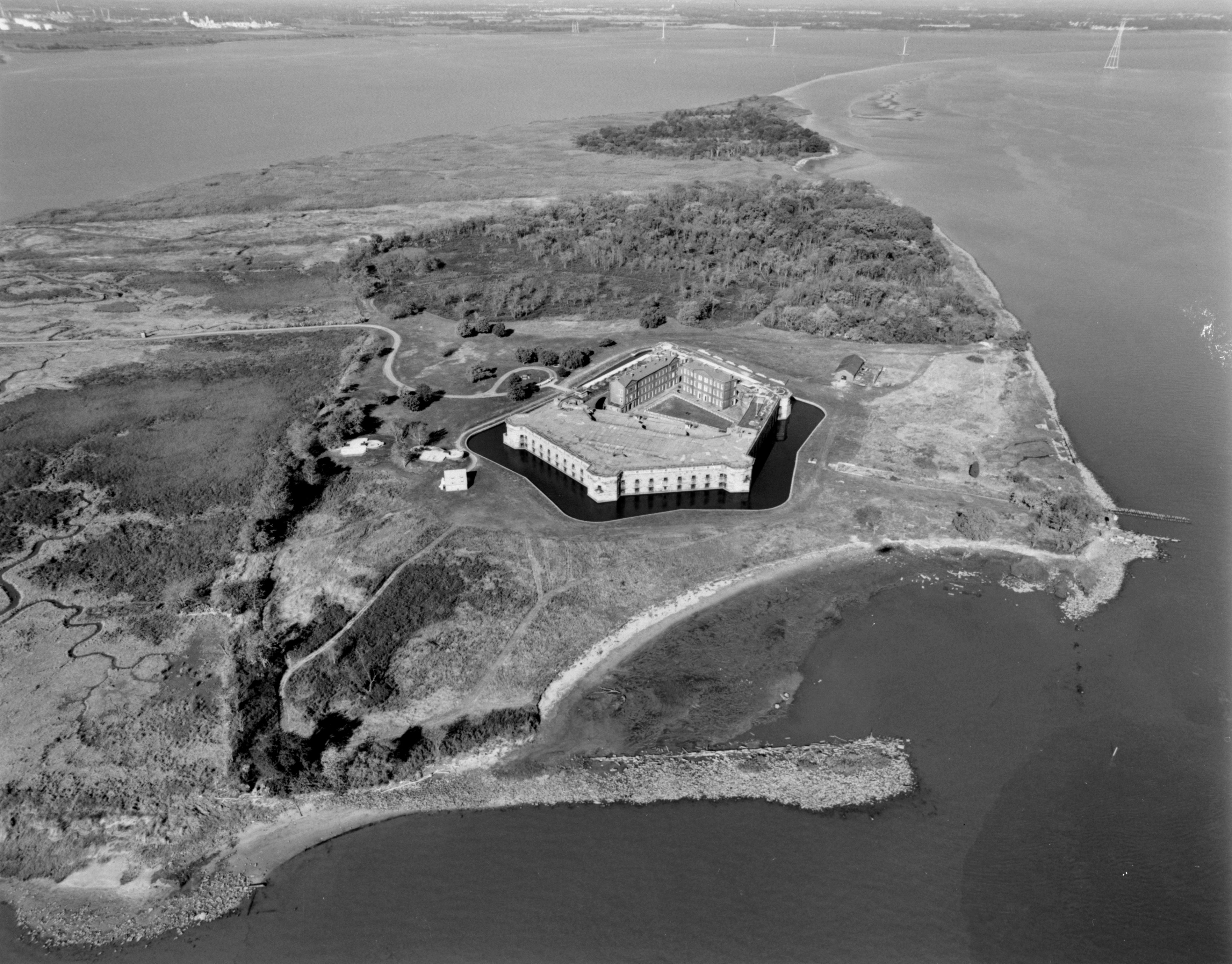
Fort Delaware - widok z lotu ptaka

Fort Delaware to portowe instalacje obronne zbudowane w 1859 roku na wyspie Pea Patch Island na rzece Delaware w stanie Delaware w Stanach Zjednoczonych. W czasie wojny secesyjnej był wykorzystywany przez Unię jako więzienie dla konfederackich jeńców wojennych. W 1947 fort przeszedł na własność stanu Delaware i obecnie na jego terenie znajduje się park stanowy Fort Delaware.